# إليس لويس
إليس لويس (بالإنجليزية: Ellis Lewis)‏ هو محرر وقاضي أمريكي، ولد في 16 مايو 1798 في لويسبري في الولايات المتحدة، وتوفي في 19 مارس 1871 في فيلادلفيا في الولايات المتحدة.